# Cratere Oltagon
Oltagon  è un cratere sulla superficie di Cerere.